# Droege Group
Droege Group AG med hovedkvarter i Düsseldorf blev etableret i 1988 af Walter P. J. Droege som en konsulent- og investeringsvirksomhed.
Droege Group har kontrollerende aktieposter i Also Holding (Emmen LU, Schweiz), Orbisana Healthcare (Troisdorf, Tyskland), Trenkwalder International (Wien, Østrig), HAL Allergy (Leiden, Nederlandene), Weltbild (Augsburg, Tyskland).
I 2011 overtog de det største østrigske vikar- og rekrutteringsbureau Trenkwalder med ca. 35.000 ansatte.